# Steppenigel
Die Steppenigel (Mesechinus) sind eine Gattung aus der Familie der Igel (Erinaceida) mit fünf Arten, die im zentralen Teil Asiens leben.

## Merkmale
Wie die anderen Stacheligel sind die Steppenigel durch Stacheln am Rücken gekennzeichnet, die Färbung des übrigen Fells variiert von weißlich bis braun; die Stacheln sind niemals vollständig weiß. Die Kopfrumpflänge beträgt rund 17 bis 25 Zentimeter, das Gewicht beträgt 450 bis 700 Gramm. Die Ohren sind etwa gleich lang wie die Stacheln oder etwas länger.
Von den nahe verwandten Gattungen der Wüstenigel (Gattung Hemiechinus) und der Kleinohrigel (Gattung Erinaceus) unterscheiden sich die Steppenigel vor allem durch Merkmale des Schädels. Vor allem die Grube oberhalb des Gehörgangs (suprameatale Grube) unterscheidet sich in ihrer Form zwischen den drei Gattungen: Bei den Steppenigeln ist sie klein, flach und schmal mit U-förmiger Umrandung ausgebildet, während sie bei den anderen beiden Gattungen breit, tief und groß ist und die Umrandung bei den Kleinohrigeln C-förmig ist. Zudem liegt der Grad der Verdickung des hinteren Keilbeins (Basisphenoid) der Steppenigel zwischen dem der beiden anderen Gattungen.

## Verbreitung und Lebensraum
Der Lebensraum der Steppenigel liegt in Trockengebieten wie Steppen und Wüsten. Der Daurische Igel (M. dauuricus) verfügt über ein sehr weit reichendes Verbreitungsgebiet in der Mongolei (Wüste Gobi), im südöstlichen Russland (Transbaikalien) und im nördlichen China (Innere Mongolei, westliche Mandschurei). Demgegenüber ist Hughs Igel (M. hughii) endemisch in der Volksrepublik China und bewohnt ein kleines Gebiet im Norden der chinesischen Provinzen Shaanxi, Sichuan, Gansu und Shanxi.

## Lebensweise
Wie die meisten anderen Igel sind Steppenigel nachtaktive Einzelgänger, die den Tag in Bauen oder Höhlen verbringen und in der Nacht auf Nahrungssuche gehen.

## Systematik
Die Gattung bestand im Jahr 2005 aus zwei Arten:
- Der Daurische Igel (M. dauuricus)
- Hughs Igel (M. hughii)

Im Jahr 2018 wurde Mesechinus wangi aus der chinesischen Provinz Yunnan als dritte Art beschrieben und Mesechinus miodon als eigenständige Art anerkannt, nachdem sie zuvor mit Mesechinus dauuricus synonymisiert war. Mit Mesechinus orientalis wurde 2023 eine fünfte Art der Steppenigel beschrieben.
Die Systematik der Steppenigel ist umstritten, manchmal werden sie zu den Wüstenigeln (Gattung Hemiechinus) und  manchmal zu den Kleinohrigeln (Gattung Erinaceus) gezählt. Auf der Basis morphologischer und molekularbiologischer Daten werden sie jedoch aktuell als eigene Gattung betrachtet.

## Belege
1. 1 2 3 4 5  
Genus Mesechinus – Steppe Hedgehogs. In: Andrew T. Smith, Yan Xie (Hrsg.): A Guide to the Mammals of China. Princeton University Press, Princeton NJ u. a. 2008, ISBN 978-0-691-09984-2, S. 294–295.
2. 1 2  
Don E. Wilson, DeeAnn M. Reeder (Hrsg.): Mammal Species of the World. A taxonomic and geographic Reference. Mesechinus (bucknell.edu). 2 Bände. 3. Auflage. Johns Hopkins University Press, Baltimore MD 2005, ISBN 0-8018-8221-4.
3. ↑  Huai-Sen Ai, Kai He, Zhong-Zheng Chen, Jia-Qi Li, Tao Wan, Quan Li, Wen-Huan Nie, Jin-Huan Wang, Wei-Ting Su, Xue-Long Jiang: Taxonomic revision of the genus Mesechinus (Mammalia: Erinaceidae) with description of a new species. Zoological Research, 2018. doi:10.24272/j.issn.2095-8137.2018.034
4. ↑  Zifan Shi, Hongfeng Yao, Kai He, Weipeng Bai, Jiajun Zhou, Jingyi Fan, Weiting Su, Wenhui Nie, Shuzhen Yang, Kenneth O. Onditi, Xuelong Jiang, Zhongzheng Chen: A new species of forest hedgehog (Mesechinus, Erinaceidae, Eulipotyphla, Mammalia) from eastern China. In: ZooKeys. Band 1185, 28. November 2023, ISSN 1313-2970, S. 143–161, doi:10.3897/zookeys.1185.111615.